# Bholahat
Bholahat è un sottodistretto (upazila) del Bangladesh situato nel distretto di Chapai Nawabganj, divisione di Rajshahi. Si estende su una superficie di 123,52 km² e conta una popolazione di  103.301 abitanti (censimento 2011).